# Route nationale 840
Pour les articles homonymes, voir Route 840.
La route nationale 840 ou RN 840 était une route nationale française reliant  Rouen à Verneuil-sur-Avre. La section de Rouen aux Essarts a été renumérotée RN 138 quand celle-ci a changé de parcours entre Maison-Brûlée et Rouen. À la suite de la réforme de 1972, elle a été déclassée en RD 840 sauf la section des Essarts à Elbeuf qui fut renumérotée RN 238 avant d'être finalement déclassée en RD 938.

## Ancien tracé de Rouen à Verneuil-sur-Avre

### Ancien tracé de Rouen à Elbeuf (N 138 & D 938)
- Rouen N 138
- Le Petit-Quevilly
- Sotteville-lès-Rouen
- Le Grand-Quevilly
- Saint-Étienne-du-Rouvray N 138
- Les Essarts, commune de Grand-Couronne D 938
- Orival
- Elbeuf D 938

### Ancien tracé d'Elbeuf au Neubourg (D 840)
- Elbeuf D 840
- La Saussaye
- Saint-Pierre-des-Fleurs
- Saint-Ouen-de-Pontcheuil
- Le Bosc-Harel, commune d'Amfreville-la-Campagne
- Iville
- Le Neubourg D 840

### Ancien tracé du Neubourg à Verneuil-sur-Avre (D 840)
- Le Neubourg D 840
- Le Tremblay-Omonville
- Les Quatre-Routes, commune de Sainte-Colombe-la-Commanderie
- La Brosse, commune du Tilleul-Lambert
- Les Fourneaux, commune de Faverolles-la-Campagne
- Conches-en-Ouche
- Les Mares, commune du Chesne
- Breteuil-sur-Iton
- Verneuil-sur-Avre D 840